# Barrio Hipódromo (Maldonado)
Barrio Hipódromo es un suburbio de la ciudad de Maldonado, perteneciente al municipio de Maldonado en el departamento de Maldonado, en el sureste de Uruguay. Está localizado 4 km al norte del centro de Maldonado. El nombre de esta localidad deriva de la pista de carrera de caballos que se encontraba allí.

## Población
En 2011 Barrio Hipódromo tenía una población de 1973 habitantes.
| Año  | Población |
| ---- | --------- |
| 1975 | 46        |
| 1985 | 369       |
| 1996 | 1436      |
| 2004 | 1517      |
| 2011 | 1973      |

Fuente: Instituto Nacional de Estadística de Uruguay